# Каріна Фогт
Каріна Фогт (нім. Carina Vogt, 5 лютого 1992) — німецька стрибунка з трампліна, перша в історії жінка олімпійська чемпіонка зі свого виду спорту.
Золоту олімпійську медаль Каріна виборола на іграх в Сочі в стрибках з нормального трапліна. 

## Зовнішні посилання
- Досьє на сайті Міжнародної лижної федерації [Архівовано 25 лютого 2017 у Wayback Machine.]

1. ↑  Olympedia — 2006.